# 米德爾敦 (印地安納州)
米德爾敦（英語：Middletown）是一個位於美國印地安納州亨利縣的城鎮。

## 人口
根據2010年美國人口普查的數據，米德爾敦的面積為2.98平方千米，當中陸地面積為2.97平方千米，而水域面積為0.01平方千米。當地共有人口2,322人，而人口密度為每平方千米779人。